# Christopher Bakken
Christopher Bakken (ur. 1967 w Madison w stanie Wisconsin, Stany Zjednoczone) – amerykański poeta, pisarz, tłumacz, a także szef kuchni i wykładowca uniwersytecki w Alleghery College.

## Życiorys
Ukończył studia na Uniwersytecie Columbia z tytułem Master of Fine Arts (MFA), a następnie University of Houston, gdzie uzyskał stopień doktora w dziedzinie literatury i pisarstwa. W 2008 był stypendystą Fulbrighta w zakresie amerykanistyki na Uniwersytecie w Bukareszcie, jest szefem warsztatów z pisarstwa w Salonikach i na Tasos. Jego prace były publikowane na łamach The Paris Review, Georgia Review, Gettysburg Review, Wall Street Journal, Michigan Quarterly Review, The Iowa Review, Parnassus, Raritan, Southwest Review i Western Humanities Review. Pierwszy tom poezji After Greece został wydany w 2001 nakładem Truman State University Press i otrzymał nagrodę T. S. Eliot Prize przyznawaną przez Truman State University. W 2005 wygrał konkurs magazynu Food & Win na burgera, zaproponował inspirowanego kuchnią grecką burgera z jagnięciną i grillowaną fetą.

## Publikacje
- "Confession" The Missouri Review 2012
- "Some Things Along Strada C.A. Rosetti", Parnassus: Poetry in Review via Poetry Daily.  2009.
- "Portrait Detail, with Pear". bu.edu. [zarchiwizowane z tego adresu (2010-08-23)].,  AGNI 2006
- "Lesvos" Academy of American Poets 2016
- "Driving the Beast." Academy of American Poets 2017
- "Gorgona." Juxtaprose

### Książki
- Eternity & Oranges. Pitt Poetry Series, 2016.  ISBN 978-0822964049
- Honey, Olives, Octopus: Adventures at the Greek Table University of California Press, 2013, ISBN 0-520-27509-8 (polskie wydanie Smakując Grecję, wyprawy po greckim stole, Wydawnictwo Pascal, 2015 ISBN 978-83-7642-545-0, tłumaczenie Alka Konieczka)
- Goat Funeral Sheep Meadow Press, 2006, ISBN 978-1-931357-38-8
- After Greece Truman State University Press, 2001, ISBN 978-1-931112-00-0

### Tłumaczenie
- The Lions’ Gate: Selected Poems of Titos Patrikios, Translated Christopher Bakken, Roula Konsolaki, Truman State University Press, 2006, ISBN 978-1-931112-64-2

### Antologie
- Kindled Terraces: American Poets in Greece, Truman State University Press, 2004.  ISBN 1-931112-37-1
- "Ohio Elegy", Poets against the War, Editors Sam Hamill, Sally Anderson, Thunder's Mouth Press, 2003, ISBN 978-1-56025-539-0
- "Home Thoughts, from Abroad", Under the rock umbrella: contemporary American poets, 1951–1977, Editor William J. Walsh, Mercer University Press, 2006, ISBN 978-0-88146-047-6

## Nagrody
- 2008 Fulbright Scholar: University of Bucharest;
- 2005 Willis Barnstone Translation Prize;
- 2006 Helen C. Smith Memorial Prize od Texas Institute of Letters;
- 2001 T. S. Eliot Prize za tom poezji After Greece.